# Louis Bréhier
Louis René Bréhier, född den 5 augusti 1868 i Brest, död den 13 oktober 1951, var en fransk historiker, specialiserad på bysantinsk historia. Han var bror till filosofen Emile Bréhier.
Bréhier studerade historia och litteratur i Paris, där en av hans lärare var Charles Diehl. Senare undervisade han i Reims och år 1899 doktorerade han vid Sorbonne med avhandlingen Le schisms oriental au Xie siècle (Stora schismen under 1000-talet). Från år 1899 till 1938 var han professor i antik och medeltida historia i Clermont-Ferrand.
Bréhiers mest kända verk var trevolymsverket Le Monde byzantin (Den bysantinska världen). Han var specialist på bysantinsk ikonografi och år 1924 publicerade han en inflytelsefull avhandling om bysantinsk konst med titeln L'Art Byzantin. Han var medlem av Académie des inscriptions et belles-lettres och år 1937 blev han hedersdoktor vid Atens universitet.